# NGC 3941
NGC 3941 هي مجرة محدبة ضلعية تقع في كوكبة الدب الأكبر. تبعد حوالي 40 مليون سنة ضوئية من الأرض ونظرا لأبعادها الظاهرة فأن قطرها يقدر بنحو 40,000 سنة ضوئية. اكتشفت المجرة من قبل ويليام هيرشل في 1787.

## الخصائص
المجرة لديها قرص غاز طويل يدور بالاتجاه المضاد والذي ربما تشكل من قبل اندماج مجري. القرص لديه سرعة منخفضة مما يشير إلى أنها قد استقرت في التوازن. تم العثور على الغاز في المقام الأول في اثنين من الحلقات. تظهر الحلقة الداخلية دائرية تقريبا في تصوير HI ، مما يعني أنه يميل ~20 درجة أو أكثر فيما يتعلق بالقرص النجمي، في حين أن الحلقة الخارجية إهليلجية مع قرص نجمي. القرص متماثل وهناك أدلة على ضعف الأسلحة الدوامة خارج القضيب. استنادا إلى حقيقة أن الأسلحة الدوامة والغاز والتناوب في اتجاهات مختلفة فقد اقترح أن الغاز المتأين الداخلي والغاز الخارجي يميل عموديا تقريبا على القرص. المجرة تحتوي أيضا على قضيب ثانوي.
NGC 3941 من نوع 2 زايفرت. في وسط المجرة يوجد ثقب أسود فائق الذي يقدر أن كتلتة 141 مليون (108.14) كتلة شمسية.

## المجرات القريبة
تشكل المجرة مجموعة صغيرة مع NGC 3930 و UGC 6955، والمجموعة جزء من عنقود الدب الأكبر المجري.

## وصلات خارجية
- NGC 3941 على موقع ويكي سكاي: DSS2, SDSS, GALEX, IRAS, Hydrogen α, X-Ray, Astrophoto, Sky Map, Articles and images